# Peter Del Vecho
Peter Del Vecho est un producteur américain de films d'animation travaillant pour Walt Disney Animation Studios.

## Filmographie
- 1997 : Hercule, directeur de production
- 2000 : Kuzco, l'empereur mégalo, producteur additionnel
- 2002 : Atlantide, l'empire perdu, producteur additionnel
- 2002 : La Planète au trésor, un nouvel univers, producteur associé
- 2005 : Chicken Little, producteur associé
- 2009 : La Princesse et la Grenouille, producteur
- 2011 : Winnie l'ourson, producteur
- 2012 : Les Mondes de Ralph, supervision des studios
- 2013 : La Reine des neiges, producteur
- 2019 : La Reine des neiges 2, producteur